# Nenačovice

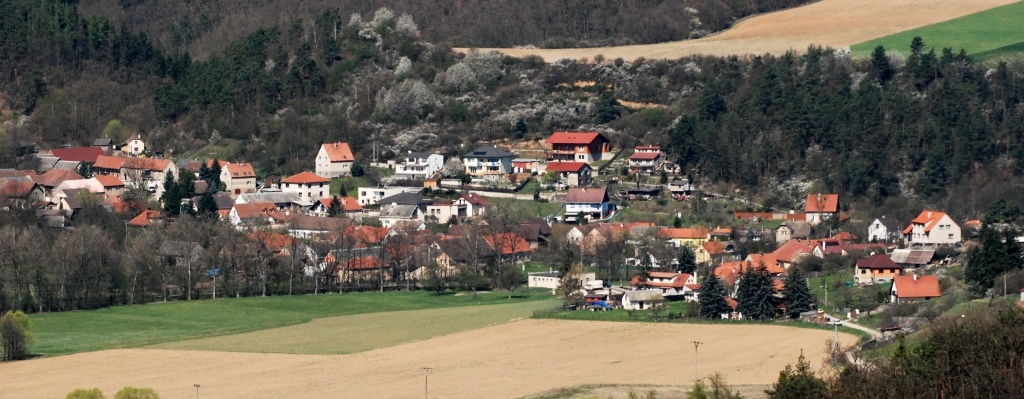
Blick von Südosten auf Nenačovice

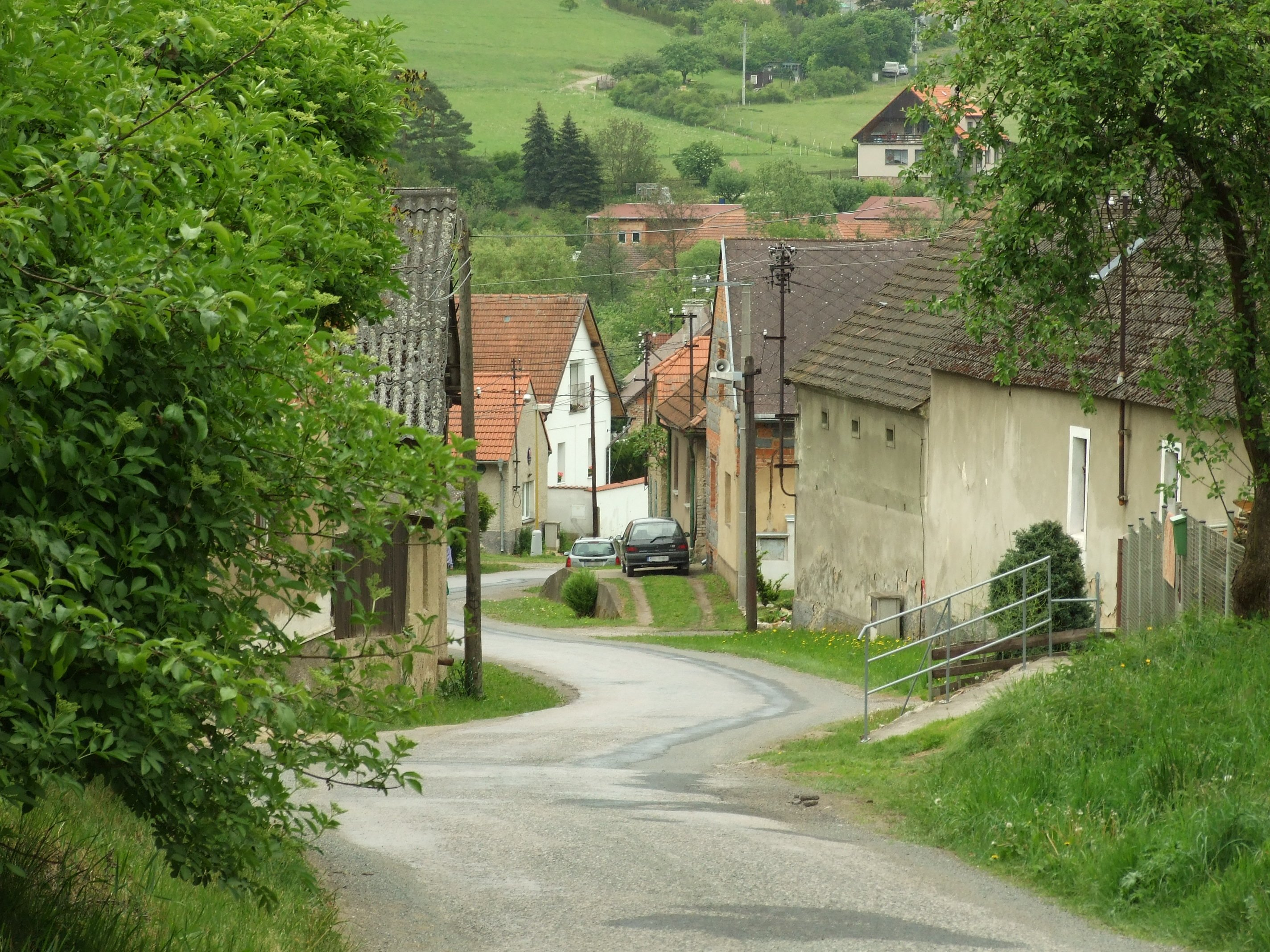
Von Westen in das Kačáktal führende Dorfstraße

Nenačovice (deutsch Nenatschowitz) ist eine Gemeinde in Tschechien. Sie liegt acht Kilometer nordöstlich von Beroun und gehört zum Okres Beroun.

## Geographie
Nenačovice befindet sich im Kačáktal in der Křivoklátská vrchovina (Pürglitzer Bergland). Das Dorf liegt am rechten Ufer des Kačák an der Mündung eines namenlosen Zuflusses. Unterhalb von Nenačovice mündet von links der Drahelčický potok in den Kačák. Im Westen, Norden und Osten wird Nenačovice vom Naturpark Povodí Kačáku umgeben. Nordöstlich erhebt sich der Modrý vrch (418 m n.m.), im Osten die Blýskava (427 m n.m.), südöstlich die Blýskavka (324 m n.m.), im Westen die Oborka (362 m n.m.) sowie nordwestlich die Chrbina (460 m n.m.) und der Velký vrch (389 m n.m.).
Nachbarorte sind V Holonozích, Kalousův Mlýn, Chrbiny, Dolní Podkozí und Svárov im Norden, Úhonice im Nordosten, Višňovka, Blýskavka, Drahelčice und Krahulov im Osten, V Hlubokém im Südosten, Pece II, Pece I, Chrustenice und Na Malé Vráži im Süden, Na Lesích, Lhotka u Berouna und Malé Přílepy im Südwesten, V Mladinách, Chyňava und Nebuz im Westen sowie Libečov, Podkozí, Hřebenka und Malé Kyšice im Nordwesten.

## Geschichte
Die erste schriftliche Erwähnung von Ninačovice erfolgte im 12. Jahrhundert als Besitz des Klosters Kladruby, der Ortsname leitet sich vom alttschechischen Namen Ninonja her. In einer Besitzbestätigungsurkunde des Papstes Gregor IX. aus dem Jahre 1239, die sich als spätere Fälschung erwiesen hat, ist Nenačovice zusammen mit den Dörfern Holonohy und Uněbuzy als Klosterbesitz aufgeführt. 1357 verkaufte das Kloster Nenačovice an den Prager Bürger Jordan Rechcer. König Karl I. stiftete die Dörfer Poczrnicz (Horní Počernice), Drahelczicz, Vneboz (Uněbuzy), Nenaczowicz und Holonohy am 30. Juli 1366 der von ihm gegründeten Karls-Universität. Zwischen 1474 und 1534 stand bei Nenačovice eine Eisenhütte in Betrieb. Während des Dreißigjährigen Krieges wurden die Dörfer Holonohy (V Holonozích) und Uněbuzy (Nebuz) niedergebrannt und erloschen. Zeitweilig gehörte Nenačovice zu den Besitzungen des Prager Domkapitels St. Veit.
Im Jahre 1727 kaufte Karl Joachim von Bredau das Gut Drahelčice mit den zugehörigen Dörfern, darunter auch Nenačovice, von der Karls-Universität und vereinigte es mit anderen Gütern zur Herrschaft Tachlowitz. Seine Erben verkauften die Herrschaft 1732 an Anna Maria Franziska von Sachsen-Lauenburg. 1741 erbte deren Tochter Maria Anna Carolina den Besitz; 1751 folgte ihr Sohn Herzog Clemens Franz und nach dessen Tode im Jahre 1770 Kurfürst Maximilian III. Joseph von Bayern. Da der Kurfürst kinderlos blieb, erbte 1777 Herzog Karl August von Zweibrücken die Herrschaft. Dieser verkaufte sie 1784 an Christian August zu Waldeck, Pyrmont und Rappoldstein als nicht landtäflischen Naturalbesitz, der ihm 1790 vertragsgemäß wieder zufiel. 1795 erbte sein Bruder Maximilian Joseph die Herrschaft. Er trat sie 1805 im Zuge seiner Krönung zum ersten König des Königreichs Bayern zusammen mit allen anderen Zweibrückschen Herrschaften in Böhmen (Herrschaften Politz, Reichstadt, Ploschkowitz, Buschtiehrad, Schlackenwerth, Kronporitschen, Katzow und Swoleniowes mit den Lehnhöfen Stareschowsky und Zichowsky) per Staatsvertrag an Erzherzog Ferdinand ab. 1824 erbte dessen Sohn Großherzog Leopold II. von Toskana den Besitz.
Im Jahre 1844 bestand das im Rakonitzer Kreis gelegene Dorf Nenačowitz aus 44 Häusern mit 350 Einwohnern. Im Ort gab es eine obrigkeitliche Pottaschesiederei, eine Mühle mit Brettsäge sowie ein Wirtshaus. Abseits lag die Kalauser Mühle (Kalousův mlýn). Pfarrort war Železna, ein kleiner Teil des Dorfes war nach Lodenitz eingepfarrt. Bis zur Mitte des 19. Jahrhunderts blieb Nenačowitz der Herrschaft Tachlowitz untertänig. Amtssitz war Groß-Jentsch.
Nach der Aufhebung der Patrimonialherrschaften bildete Nenačovice / Nenačowitz ab 1850 eine Gemeinde im Gerichtsbezirk Unhošť. 1868 wurde die Gemeinde dem Bezirk Smichow zugeordnet, ab 1893 gehörte sie zum neu gebildeten Bezirk Kladno. Beim Zensus von 1919 lebten in den 34 Häusern der Gemeinde 294 Personen. Vier der Häuser waren abgebrannt, mit Ausnahme des Armenhauses (Haus Nr. 9) wurden sie 1920 wieder aufgebaut. 1949 wurde Nenačovice dem Okres Beroun zugeordnet. Zwischen 1980 und 1990 war Nenačovice nach Loděnice eingemeindet. 1996 nahm die Glasmanufaktur Glasstar den Betrieb auf. Heute leben in den 107 Häusern von Nenačovice 277 Menschen, ein Großteil der Häuser wird nicht mehr ständig bewohnt.

## Gemeindegliederung
Für die Gemeinde Nenačovice sind keine Ortsteile ausgewiesen. Zu Nenačovice gehören außerdem die Siedlungen Kalousův Mlýn und (anteilig) V Mladinách sowie die Einschicht V Holonozích.

## Sehenswürdigkeiten
- Kačáktal
- Glasmanufaktur Glasstar